# City National Bank Building (Houston)
El City National Bank Building (también conocido como 1001 McKinney Building) es un edificio de oficinas situado en la ciudad de Houston, en el estado de Texas (Estados Unidos). Mide 86,87 metros de altura y fue construido ente 1947 y 1949. Fue el primer edificio alto de oficinas construido en el centro de Houston después de la Segunda Guerra Mundial. El 3 de abril de 2000 se incuyó en el Registro Nacional de Lugares Históricos.

## Descripción e historia
La firma de Alfred C. Finn diseñó el edificio para City National Bank en 1947. City National Bank era el nombre del banco de Houston que descendía de Guaranty Trust Company, el banco original fundado por James Anderson Elkins, Sr. en 1924.
Cuando el edificio abrió por primera vez, el banco arrendó la fachada comercial a Corrigan's Jewelry, mientras que el banco ocupaba el resto del espacio del suelo, pero con techos elevados a una elevación del tercer piso. El banco también alquiló 19 pisos de los pisos superiores como oficinas. Los dos pisos superiores están reservados para la infraestructura del edificio. El lado del edificio de McKinney Street ocupa toda la cuadra que va desde Main Street hasta Fannin Street, recorriendo 250 pies a lo largo de ese lado. En lugar de un perfil rectangular, los pisos superiores forman el nivel más pequeño y cada nivel se ensancha hasta la base del edificio, que ocupa todo el lote. El lado de la calle principal del edificio tiene un perfil estrecho. El edificio también contaba con una infraestructura moderna, incluidos ocho ascensores de alta velocidad y una especie de piso modular que ocultaba los conductos.
El edificio del City National Bank arrendó casi todo su espacio en el momento en que abrió. Entre sus inquilinos se encontraban reconocidas empresas nacionales como Braniff, DuPont, Humble Oil (más tarde conocida como Exxon), Monsanto y Phillips Petroleum. Una estación de radio local, KPRC, transmite desde el piso 23.
City National Bank operó desde el vestíbulo de la planta baja durante aproximadamente una década.
En 1999 se añadió un garaje de estacionamiento, pero no está adjunto al edificio original. El edificio tiene acceso directo al sistema peatonal subterráneo de Houston.